# شورش نان در تهران
شورش نان (یا غائله نان؛ بلوای نان) اشاره به خیزش و اعتراض مردم تهران نسبت به قحطی مرگباری است که ۱۷ آذر سال ۱۳۲۱ نقطه اوج آن بود. گروهی از مردم به مجلس شورای ملی ریختند و تنی چند از نمایندگان را به باد کتک گرفتند. گروهی دیگر به خانه نخست‌وزیر وقت قوام السلطنه حمله بردند و آنجا را غارت و تخریب کردند.
قوام السلطنه روزنامه‌های پایتخت را بست و قرار شد سپهبد احمد امیراحمدی شورش مردم یا به قول خودش «غائله» را خاموش کند.

به دستور امیراحمدی و سرتیپ اعتماد مقدم رئیس شهربانی، مأموران نظامی به روی تظاهرکنندگان آتش گشودند و خیزش مردم را با شّدت تمام سرکوب کردند که شمار زیادی کشته و زخمی به جای گذاشت.

## زمینه
پیش از جنگ جهانی دوّم، ایران صادرکننده ویژه غلّه بود اما سال۱۳۲۰ با قحطی مرگباری روبرو شد. در آن شرایط طاقت فرسا گرسنگی و بی غذایی واکنش مردم را برانگیخت و در کرمانشاه، نجف‌آباد، زنجان، سنندج، تبریز، داراب، رشت، قزوین، ملایر، اراک و گلپایگان... مردم به انبارهای غلّه هجوم بردند. مدرک
اوج این اعتراضات، شورش نان در تهران (هفدهم آذر سال ۱۳۲۱) بود.
واقعه مزبور که منعکس کننده مشکلات ایران در زمان جنگ جهانی دوّم و حضور و دخالت متفقین در ایران بود، باعث نگرانی و وحشت هیئت حاکمه شد. شورش نان بعد از تبعید رضا شاه از ایران که نیروهای انگلیس و شوروی در ایران بودند، روی داد.

## علل واقعه
جدا از نقش متفقین در قحطی و گرسنگی مردم، تورم پول ناشی از چاپ بی رویّه اسکناس، کمبود کلی غلّه در کشور و مشکل حمل و نقل آن، ارسال غله محصول ایران به شوروی جنگ‌زده و احتکار خواربار مورد نیاز مردم، از جمله عوامل آن خیزش بزرگ بود.
در کنار ناتوانی نظام حمل و نقل و توزیع، ضعف قدرت دولت مرکزی و عدم ثبات سیاسی، زمینه ظهور یاغیان و راهزنان را هم فراهم آورده بود که جادّه‌ها را می‌بستند و حمل و نقل غلّه را در سطح کشور مختل می‌ساختند.
احتکار ناشی از فضای روانی این حوادث هم قحطی را شدت بخشیده و بدان دامن می‌زد. کمبود غلّه و حضور اشغالگران در ایران، کشاورزان و ملاکان را وامی‌داشت تا غلّه خود را به امید فروش با قیمتی بالاتر انبار کنند. قیمت پایین خرید دولتی در مقایسه با بازار آزاد، مردم را به سوی احتکار می‌کشید.
در آن شرایط تاجران سودجو نیز به‌صورت گسترده به احتکار غلّه پرداختند و کشاورزان خرده‌پا مقادیر زیادی از محصول خود را سه برابر قیمت خرید دولت به محتکرین بزرگ می‌فروختند و دولت عملاً توان ذخیره کردن گندم را نداشت.
عصیان مردم تهران اگرچه مورد سوء استفاده قرار گرفت و مردم گرسنه و ستم دیده به جای نان و اصلاحات اقتصادی، گلوله نصیبشان شد، اما تأثیرها خودش را باقی گذاشت.

## نقش متفقین در شورش نان
حضور و دخالت متفقین که آنزمان در ایران صاحب اختیار بودند و امر و نهی می‌کردند، از جمله علل آن قحطی بزرگ بود. تعادل در عرضه و تقاضا را حضور آن همه نیروی مصرف‌کننده غیر مولّد در کشور بهم ریخت.
دولت ایران موظّف شده بود سالانه هفت هزار تن گندم، پانزده هزار تن جو و سی هزار تن برنج به دولت شوروی تحویل دهد با این حال آن کشور مازاد تولید غلّه منطقه آذربایجان را که یکی از مراکز اصلی تولید گندم بود، ضبط می‌کرد.
در تمامی نواحی ایران کمبود گندم و سایر غلات به چشم می‌خورد اما روس‌ها از حمل غلّه‌ی مازاد آذربایجان و دیگر نواحی تحت اشغال که حاصلخیزترین مناطق غله‌خیز بود به دیگر نقاط کشور- به ویژه تهران جلوگیری می‌کردند.
با وجود توافقنامه متفقین و ایران که شامل قول‌های متفقین برای تأمین غلّه کافی برای کشور میزبان بود، انگلیسی‌ها در مواردی سهم مردم را در انبارهای خودشان ذخیره می‌کردند. سفیر وقت آمریکا در ایران گفته بود: «دولت انگلستان عمداً نمی‌خواهد از قحطی و گرسنگی در ایران جلوگیری به عمل آورد.»
آنزمان نفت ایران ملّی نشده بود و صاحب اختیار شرکت نفت و فراورده‌های نفتی، انگلیسی‌ها بودند و تأمین سوخت نانوایی‌ها و نیز همان اندک وسایل نقلیهای که به‌طور محدود در اختیار ایرانی‌ها بود به میل و اراده آنان بستگی داشت.
اگر نمایندگان روس و انگلیس تمایل نداشتند به کامیونهای حمل غله و نانوایی‌ها سوخت نمی‌رسید و نانی هم پخته نمی‌شد.
تمامی خطوط حمل و نقل جادّهای و ریلی مناطق تحت اشغال در اختیار متفقین بود، درحالی‌که هزینه نگهداری و تعمیر خطوط راه‌آهن را به عهده دولت ایران می‌گذاشتند.
دولت ایران به موجب پیمان «اتحاد سه‌گانه» تمامی وسایل حمل و نقل زمینی و خطوط راه‌آهن کشور را در اختیار متفقین قرار داده بود و توزیع به موقع و مناسب غلّه در سرتاسر کشور به خوبی صورت نمی‌گرفت.
سمت جنوبی راه‌آهن تحت نظارت کامل انگلیسی‌ها و قسمت شمالی آن در دست روس‌ها قرار داشت. از تعداد ۳۵۰۰ کامیونی موجود در کشور، ۲۵۰۰ عدد آن توسط روس‌ها و ارتش انگلیس عملاً ضبط شده بود و از ۱۰۰۰ کامیون دیگری که باقی می‌ماند، بیشتر آنها لاستیک و لوازم یدکی نداشتند.
نیروهای روسی که از خراسان تا آذربایجان را به اشغال خود درآورده بودند با پست‌های نظامی کلیهی رفت‌وآمدهای ساکنان این مناطق را کنترل کرده، عملاً حکومت مرکزی را نادیده می‌گرفتند.
روس‌ها گمرکات مرزهای شمالی را از میان برداشته و کارکنان ایرانی را از محل کارشان اخراج کرده بودند و اصولاً امور گمرکی صورت نمی‌گرفت و قاچاق ارزاق عمومی به ویژه گندم و حتی دام زنده به کشور شوروی امری عادی بود. از سوی دیگر بازرگانان روسی با صدور کالاهای خودشان به ایران و فروش آن به مردم علاوه بر عدم پرداخت حقوق گمرکی باعث اخلال در امر بازرگانی ایران می‌شدند.

## شورش نان، بستری برای تسویه حساب سیاسی
محمدرضاشاه تازه روی کار آمده و هنوز پایه‌های قدرتش تثبیت نشده بود و با نخست‌وزیری قوام السلطنه که خواستار نوعی حکومت سلطنتی بود که در آن شاه نقش محدودی داشته باشد چندان موافق نبود.
از سوی دیگر انگلیسی‌ها هم از گرایش قوام به دولت آمریکا که استخدام مستشاران آمریکایی و امثال آرتور میلسپو و جیمز پ. شریدن علامتش بود، دل خوشی نداشتند.
در واقعه ۱۷ آذر ۱۳۲۱، مقالات و تبلیغات هواداران دربار علیه قوام، حضور سازمان یافته دانش‌آموزان برخی مدارس تهران که راهی میدان بهارستان شده و جلوی مجلس شورای ملی شعار «نان و پنیر و پونه. قوام قوام گشنمونه…» سر می‌دادند، همچنین حضور چاقوکشها و رجاله ها در میان مردم محروم و گرسنه، نشان می‌داد اعتراضات به حق مردم، آلوده اغراض سیاسی شده‌است.
مردم محروم بیش‌تر خواهان حل مسائل اقتصادی خود از قبیل رفع گرانی، تورم، تأمین گندم و غلات به‌ویژه آرد و نان بودند و معترض بودند چرا نان آلوده و تلخی را که با آرد آغشته به خاک ارّه پخته شده، به خوردشان می‌دهند اما دربار و مجلس و افرادی چون تیمسار یزدان‌پناه و سرهنگ حسن ارفع (که شاه بلافاصله پس از شورش، درجه او را به سرتیپی ترفیع داد)، به‌دنبال سرنگونی دولت قوام‌السلطنه بودند.

## آثار شورش نان
شورش نان، آشفتگی‌های عمیق و دراز مدت بسیاری به همراه داشت. قدرت‌گیری رجاّله‌ها و لمپن‌ها که طبق برنامه خود را در صفوف مردم جا دادند و بعدها هم بر سر امتیازات نفت در اواسط سال ۱۳۲۳، در ماجرای ترور احمد کسروی ۲۰ اسفند ۱۳۲۴ و در همراهی با کودتای ۲۸ مرداد ۱۳۳۲ و... به فعالیت خود ادامه دادند، به نوعی با شورش نان و خیزش مردم تهران در آذر سال ۱۳۲۱ ربط دارد.
در نقطه مقابل (با اینکه حزب توده صحنه گردان شورش نان در تهران نبود)، امّا گسترش آن در سال‌های ۱۳۲۲ و ۱۳۲۳ مدیون آن خیزش بزرگ است.
شورش نان، دولت قوام السلطنه را هم به زیر کشید. قوام گرچه در امر انتشار پول، بازداشت ایرانیان هوادار آلمان، استفاده از سربازان انگلیسی برای سرکوب مردم در آذر ۱۳۲۱ و ترمیم هیئت وزیران خود مطابق میل انگلیسی‌ها، هواداری از آنان را نشان داد اما دوام نیاورد و جای او را علی سهیلی گرفت.
شورش نان تضادهای متفقین را هم دامن زد و آمریکایی‌ها پس از آن واقعه، تا حدودی مسیر خودشان را از انگلیسی‌ها جدا کردند.